# آرون لازار
آرون لازار (انگلیسی: Aaron Lazar؛ زادهٔ ۲۱ ژوئن ۱۹۷۶) بازیگر و خواننده اهل ایالات متحده آمریکا است. وی از سال ۲۰۰۰ میلادی تاکنون مشغول فعالیت بوده‌است.
از فیلم‌ها یا برنامه‌های تلویزیونی که وی در آن نقش داشته‌است، می‌توان به همه‌چیز همه‌جا به یکباره، جی. ادگار، انتقام‌جویان: جنگ ابدیت، اینجا شما را ترک می‌کنم و انتقام‌جویان: پایان بازی اشاره کرد.